# 天鶴座ι
天鶴座ι，又名CD-4514947，HD 218670、SAO 231468、HR 8820，是天鶴座的一颗恒星，视星等为3.9，位于銀經344.27，銀緯-62.93，其B1900.0坐标为赤經23h 4m 42s，赤緯-45° -62.93′ 18″。